# Hope International FC
El Hope International es un equipo de fútbol de San Vicente y las Granadinas que juega en la NLA Premier League, el torneo de fútbol más importante del país.

## Historia
Fue fundado en el año 1995 en la ciudad de Sion Hill y es uno de los equipos fundadores de la NLA Premier League en 1998/99. Es también uno de los equipos más ganadores del torneo de liga al contar con tres títulos; y además han participado en todas las temporadas de la liga desde su fundación.

## Participación en competiciones de la CONCACAF
| Temporada | Torneo                         | Ronda          | Club                 | Resultado |
| --------- | ------------------------------ | -------------- | -------------------- | --------- |
| 2021      | Campeonato de Clubes de la CFU | Fase de grupos | Olympique de Cayenne | 1-4       |
| 2021      | Campeonato de Clubes de la CFU | Fase de grupos | Scherpenheuvel       | 3-1       |
| 2021      | Campeonato de Clubes de la CFU | Fase de grupos | Cavaly               | 2-1       |

## Palmarés
- NLA Premier League: 4

2003/04, 2005/06, 2014/15, 2019/20

## Jugadores

### Jugadores destacados
- Marlon Alex James
- Cornelius Stewart